# Híres medvék listája
Az alábbi oldal a híres medvék listáját tartalmazza.

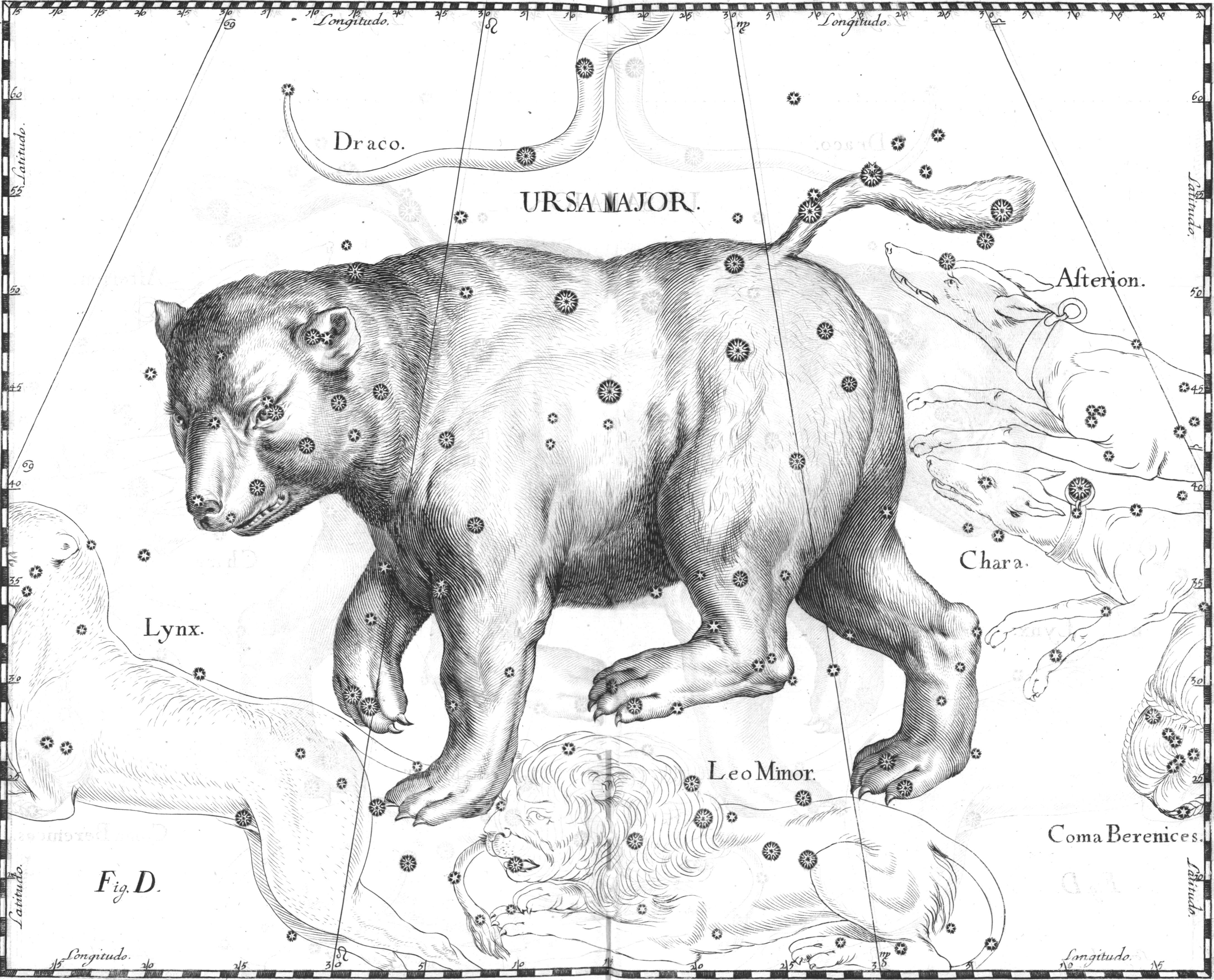
Nagy Medve csillagkép

## A valóságban
- Wojtek, aki lengyel katonákkal vett részt a második világháborúban, és segített a lőszerhordásban.[1]
- Bart, hím Kodiak-medve, aki többek között Jean-Jacques Annaud A medve című filmjében szerepelt.

## A mitológiában és a folklórban
- Héra görög istennő Lükaón leányát, Kallisztót és fiát, Arkaszt medvévé változtatta, belőlük lett a Kis és Nagy Medve csillagkép

## Az irodalomban

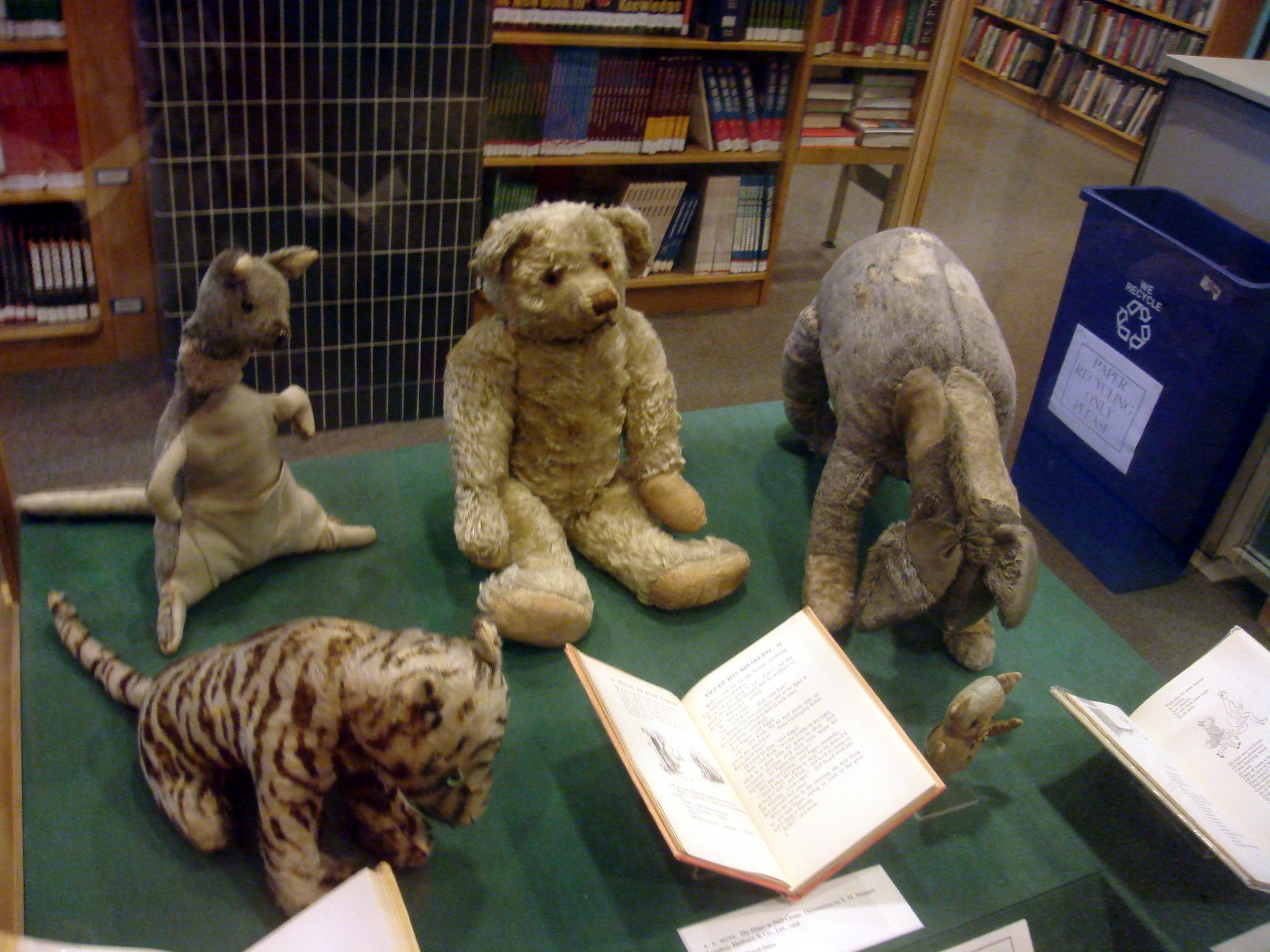
Micimackó és barátai

- Balu Rudyard Kipling A dzsungel könyve című művében
- Micimackó, Alan Alexander Milne mesehőse
- Dörmögő Dömötör, Sebők Zsigmond mesealakja[2] szereplői
- Vackor,[3] Kormos István piszén pisze kölyökmackója
- Brumi,[4] Bodó Béla gyermekkönyveinek főszereplője
- „Medve Testvér” Joel Chandler Harris Rémusz bácsi meséi című könyvében
- Beorn J. R. R. Tolkien A hobbit című művében
- A Goldilocks és a három medve[5] című angol mese szereplői, amelyet Lev Tolsztoj is feldolgozott A három medve[6] című művében. Itt Mihail Ivanics, Natasa Petrovna és Misika néven szerepelnek.

## Filmen
- Archie és Ava a Dr. Dolittle 2-ben
- Ling Ling, a terhes panda A híres Ron Burgundy legendája című filmben
- Oksana a Borat című filmben
- Maci, Steven Spielberg A. I. – Mesterséges értelem című filmjének robot teddy macija
- Beary Barrington és családja A házimaci című amerikai vígjátékban
- Misa a A medve csókja című német-svéd-orosz-spanyol-francia filmdrámában
- A medvekirály című norvég-svéd-német családi kalandfilmben jegesmedvévé változtatott herceg
- Topi maci, a borzalmas vicceket mesélő medve a Muppet Showban
- Iorek Byrnison Arany iránytű c. film páncélos medvéje, egy jegesmedve
- Malloy az aranyos maci a Brickleberry nemzeti parkban.

## Képregényben, animációs filmben
- TV Maci
- Füles Mackó
- A nagyeszű sündisznócska
- Dörmögőék kalandjai
- A Balu kapitány kalandjai és a Gumimacik sorozatok szereplői, Disney rajzfilmfigurák
- Boog, a Nagyon vadon, a Nagyon vadon 2. és a Nagyon vadon 3. főszereplője
- A Mackótestvér és a Mackótestvér 2. Disney rajzfilmben szereplő medvék
- Vincent a Túl a sövényen feketemedvéje
- Maci Laci és Bubu
- A Gondos Bocsok kanadai rajzfilm szereplői
- Medvetesók
- Paddington medve angol rajzfilmhős
- Po, a Kung Fu Panda főszereplője
- Rupert maci a Rupert maci varázslatos kalandjaiból
- A Három maci című magyar animációs film és sorozat szereplői
- Tangie a plüssmaci a Plüssmaci kalandjai című amerikai rajzfilmből
- A fiú, aki medve akart lenni című dán-francia animációs film szereplői
- A kis jegesmedve című német rajzfilm szereplői
- A kis medvebocs című kanadai animációs sorozat szereplői
- Buci maci
- Mici, Garfield plüssmackója
- Mr. Bean plüssmackója
- Benjámin maci az Amberwood Entriatament produkciójában.
- Mása és a medve orosz mesefilmsorozat egyik főszereplője

## Videojátékokban
- Kuma és Panda a Tekken sorozatból
- A vérmedvévé változó druida a Diablo 2-ben

## Zenében
- Kuckó Mackó, Papp Rita gyermekdalának főhőse

## Szobor

Masha - Nieuw Sloten, Amsterdam

- Masha - Nieuw Sloten, Amsterdam

## Reklám- és kabalafigurák
- Misa,[7] az 1980-as moszkvai olimpia kabalafigurája
- A maci alakú mézes flakonok
- A Coca-Cola, a Milka, a Pombär, a Medve sajt és a Postabank reklámfigurái
- Knut, a Berlini Állatkert jegesmedvéje
- Staley Da Bear a Chicago Bears amerikaifutball-csapatának kabalafigurája
- a Berlini Nemzetközi Filmfesztivál két díja, az Arany Medve és az Ezüst Medve (mivel Berlin szimbóluma a medve)